# Alberto Alcalá de Lira
Alberto Alcalá de Lira (Rancho La Reforma, Aguascalientes, 23 de abril de 1917- ) fue un político mexicano, miembro del Partido Revolucionario Institucional (PRI). Fue en dos ocasiones diputado federal y en una senador por su estado.

## Biografía
Realizó sus estudios básicos en la ciudad de Aguascalientes y egresó como maestro de la Escuela Normal Rural Matías Ramos Santos de San Marcos, Zacatecas. En dicha institución fue compañero de Enrique Olivares Santana, con quien tendría amistad y cercanía política. Se desempeñó como maestro de escuela.
Miembro del PRI desde 1945, fue integrante de la Liga de Comunidades Agrarias y Sindicatos Campesinos de Aguascalientes, sección en el estado de la Confederación Nacional Campesina (CNC), sector campesino del PRI. En 1954 fue elegido secretario general de la Liga, permaeciendo en el cargo hasta 1956  en el mismo periodo de 1954 a 1956 fue regidor al ayuntamiento del municipio de Aguascalientes que presidió Antonio Medina Romo, pero que dejó en 1955 para ser elegido por primera ocasión diputado federal, representó al Distrito 2 de Aguascalientes en la XLIII Legislatura que culminó en 1958 y en la que fue miembro de la comisión de la Industria Azucarera y de la comisión de Asuntos Agrarios.
En 1959 fue elegido diputado a la XLIV Legislatura del Congreso del Estado de Aguascalientes que concluyó en 1962. De 1964 a 1970 fue Senador por el estado de Aguascalientes en primera fórmula y de 1968 a 1971 fue por segunda vez secratario general de la Liga de Comunidades Agrarias de Aguascalientes.
Tras estos cargos políticos, retornó a sus actividades como maestro y campesino hasta 1982 en que fue nombrado delegado de la Secretaría de la Reforma Agraria en Aguascalientes. En 1985 fue elegido diputado federal suplente, nuevamente por el distrito 2 de Aguascalientes y siendo diputado propietario Miguel Ángel Barberena Vega. En 1986 Barberena se separó del cargo de diputado para ser candidato del PRI a Gobernador de Aguascalientes y al ser electo, dejó definitivamente la diputación el 21 de octubre de 1986, por lo que el 4 de noviembre siguiente Alcalá de Lira protestó como diputado federal, permaneciendo en el cargo hasta el fin de la legislatura, el 31 de agosto de 1988.